# Настасів

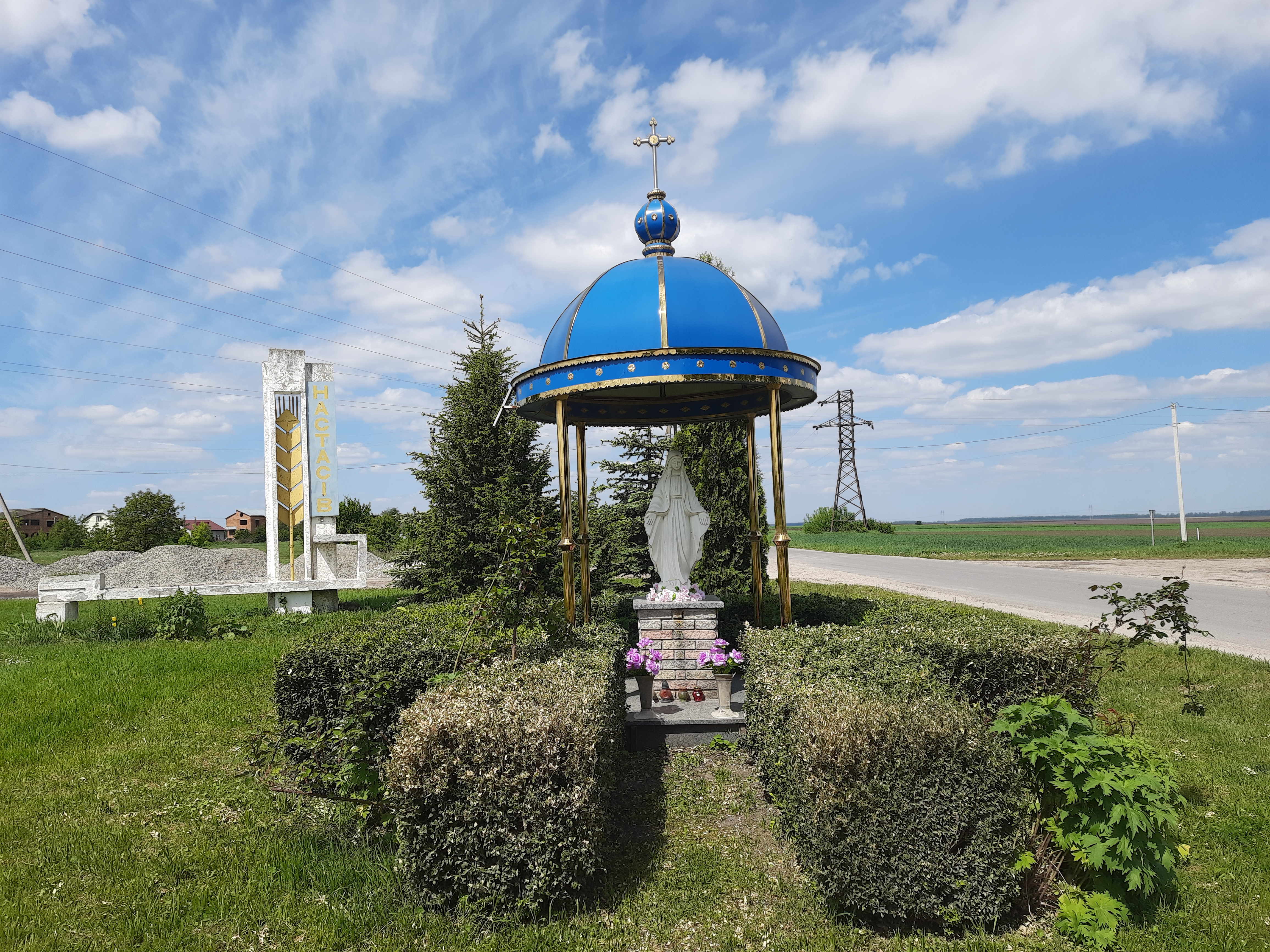
Статуя Божої Матері при в'їзді в село

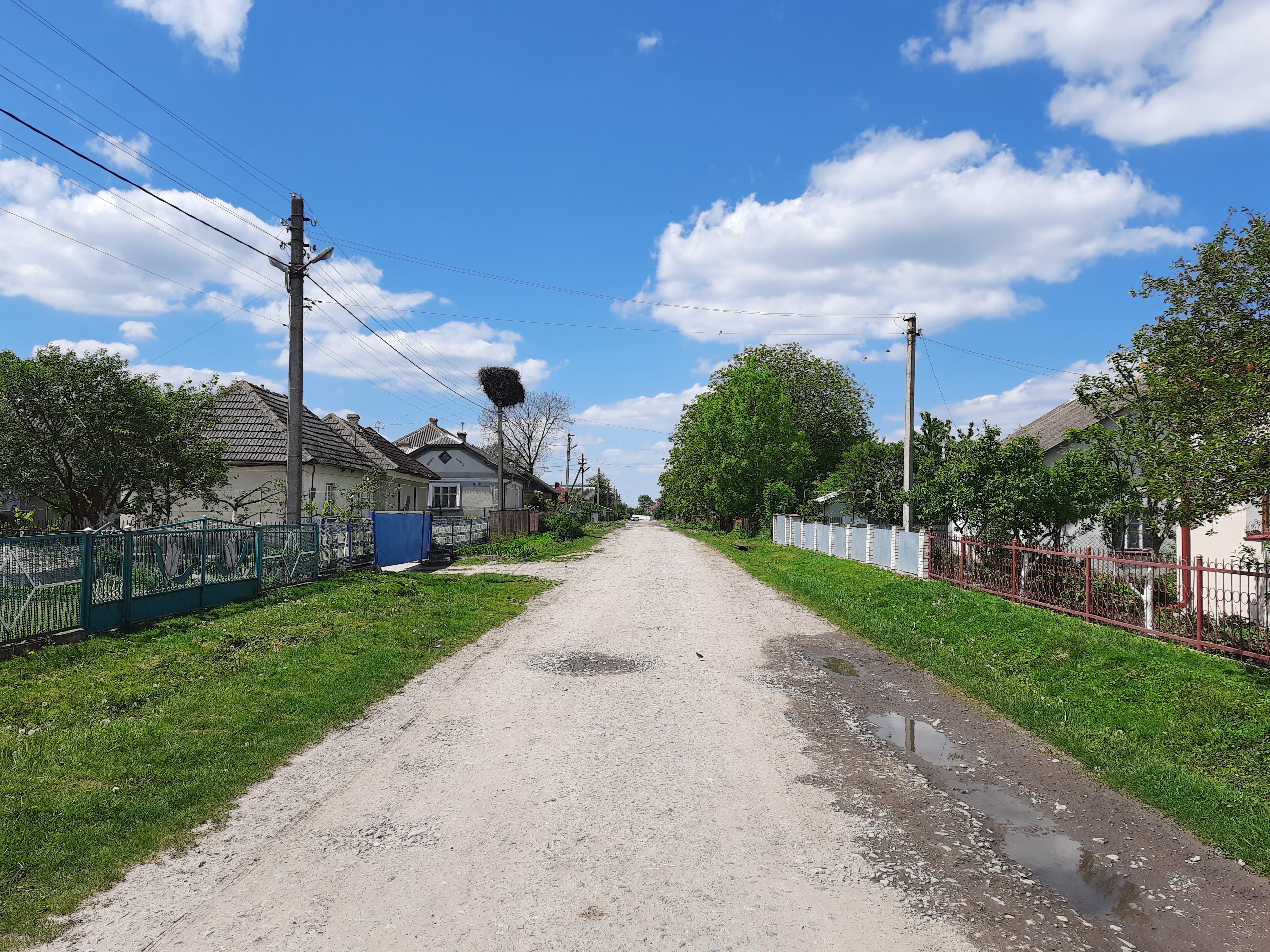
Сільська вулиця

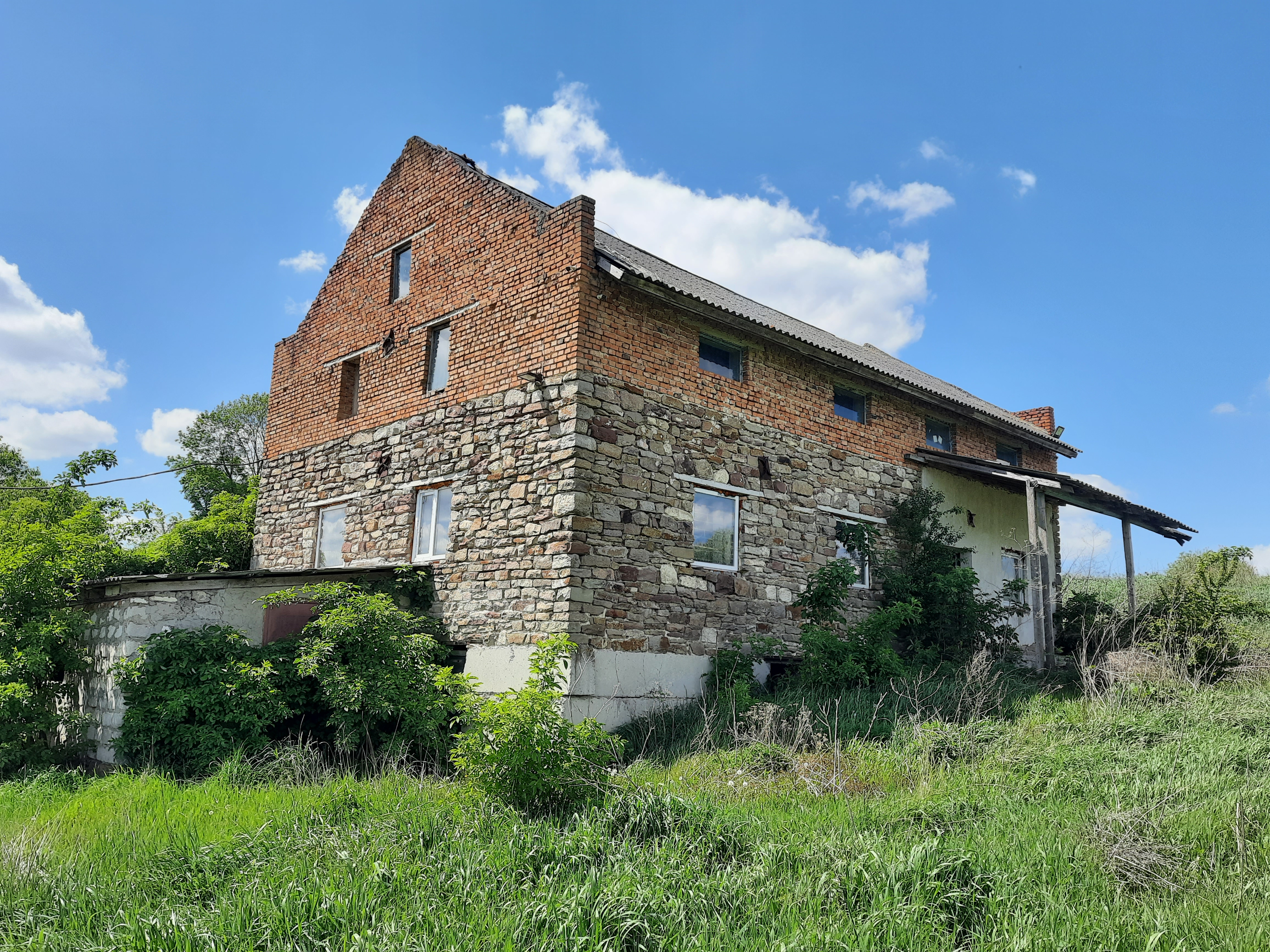
Старий млин

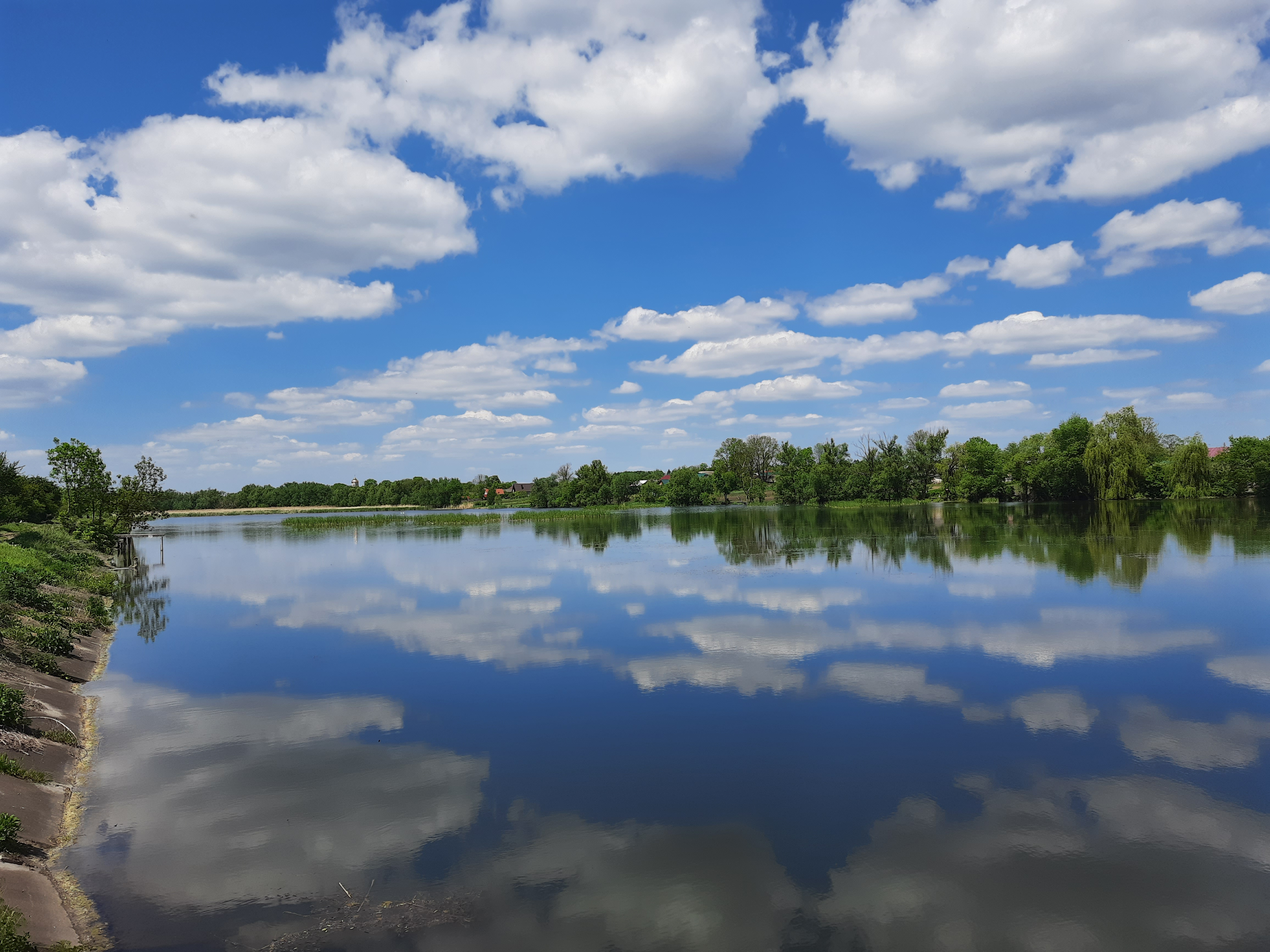
Став біля села

Наста́сів — село в Україні, у Великоберезовицькій селищній громаді Тернопільського району Тернопільської області. Розташоване на річці Нішла, на південному заході району. До Настасова приєднано хутір Колонії. Населення становить 1762 осіб (2019).
До 2018 — центр сільради. Від 2018 року — центр Настасівська сільської громади.
В селі розташована пам'ятка природи місцевого значення — Настасівський дендропарк.

## Географія
Село Настасів розташоване в центральній частині Тернопільської області, на віддалі 18 кілометрів від Тернополя (25 кілометрів асфальтованою дорогою). На північний захід від села Настасів розташоване село Мар'янівка, на північ — село Хатки і Велика Лука, на схід — Миролюбівка і Лучка, на південний захід — село Йосипівка, на південь — Дворіччя Теребовлянського району і на південний схід — село Конопківка цього ж району.

### Геологічна будова і рельєф
Межиріччя Серету і Стрипи, де розташоване село Настасів, складається із неогенових порід; піщаних глин, мергелів, вапняків, пісків і пісковиків.
Настасів лежить на Тернопільському плато, абсолютні висоти якого у межах села коливаються від 339 до 352 метрів. Найвища точка має висоту 352 метри і розташована на північній околиці Настасова, найнижча — на південному сході села, у долині річки Нішла. Поверхня села й околиць — слабохвиляста рівнина. У геоморфологічному відношенні — це лесове плато із плоскими та слабохвилястими межиріччями. Ліси та лісоподібні суглинки і супіски мають потужність 6-8 метрів.

### Клімат
Село Настасів розташоване на території «холодного Поділля». Середньорічна температура становить +6,9 °C. Середня температура січня — −5,4 °C, а липня — +6,9 °C. Середньорічна кількість опадів становить близько 600 міліметрів. Вітри переважають північно-західні та південно-східні.

### Гідрологія
Найбільша річка — Нішла. Її протяжність становить бл. 20 кілометрів. Вона починається біля села Мар'янівка і впадає в річку Серет поблизу села Варваринці. Найбільші притоки — Кнур і Свинюха. Русло річки в районі села Настасів штучне. Тут є два ставки. У долині річки багато джерел, які мають сірчисту воду, на базі якої в селі Конопківка діє санаторій «Медобори».

### Ґрунти
На землях села Настасів та його околиць переважають опідзолені чорноземи з товщиною гумусованого шару 80-90 сантиметрів. Вміст гумусу становить 3,6-3,8 %, а рівень рН коливається у межах 5,7-5,9. Ґрунти середньосуглисті ґрунти, зернистої структури. У долині річки Нішла поширені лучні ґрунти. Вони карбонатні. Вміст гумусу в них становить близько 4 %, а рівень рН — 6,7-6,9. У заплаві річки переважають лучно-болотні ґрунти.

### Флора
Для околиць села характерна степова рослинність. Проте, самі степи уже давно розорані. Лісові масиви дощенту вирубані ще у 1870-х роках. Деревна рослинність (штучного походження) збереглася в урочищі «Лисі гори», де ростуть сосна, граб, а із чагарників — терен, глід, шипшина; а також у лісосмугах. Зокрема, на схід від села, по обидва боки автодороги Настасів — Лучка лісосмуга складається здебільшого з липи і тополі. На захід від села є фруктовий сад із яблунь і груш.
У долині річки Нішла та її приток розташовані заплавні луки, основними рослинами яких є тонконіг лучний, костриця, мітлиця, тимофіївка, очерет, осока.

### Фауна
Тваринний світ представлений переважно лісостеповими видами. Із земноводних поширені жаби, ропуха сіра, тритон звичайний, квакша. Із птахів на території села поширені фактично усі представники пернатих середньої смуги Тернопільщини. З ссавців тут відмічені полівкою європейською, кількома видами родини мишевих, ласкою, зайцем сірим, їжаком білочеревим, кротом європейським. Трапляються сарна європейська, щур водяний, ондатра та інші.

### Мінеральні та інші ресурси
Мінеральні ресурси села незначні. Поклади глини розташовані в північно-західній та південно-східній окраїнах села. У піску, розвіданому на південний схід від Настасова, є домішки глини. Розвідані незначні поклади сірки і сірчистих вод. У двох ставках водиться короп, карась та інша, дрібніша за них прісноводна риба. У структурі земель, що оточують село, різко переважають сільськогосподарські угіддя (близько 98 %), а серед останніх — рілля (майже 88 %). Лісові ресурси відсутні.

## Історія
Поблизу Настасова виявлено археологічні пам'ятки пізнього палеоліту.
Перша писемна згадка 1443 року; село належало кам'янецькому підкоморію Янушу Кердею з Оринина. Згадується і 28 лютого 1452 року в книгах галицького суду. Ще одна згадка датується 1581 роком.
Після смерті Януша Кердея власником став його син Ян. У 1570—1604 роках поселення мало статус міста. У XVII столітті село було власністю Калиновських. Принаймні від кінця XVII століття. власниками села стали Потоцькі, котрі після укладення Карловацького миру сприяли переїзду до села переселенців з Мазовії.
Близько 1849 року дідичем після купівлі став граф Людвік Яблоновський, який 1868 року переказав маєток єдиному сину Станіславові. Після смерті Станіслава 1882 року — братанкови, що осів поблизу Тернополя. Від кінця ХІХ століття дідичем був Теодор Серватовський.
На початку XVIII століття коштом власників Потоцьких було споруджено перший дерев'яний костел для осадників з Мазовії. В село було привезена копія ікони Матері Божої Ченстоховської (Белзької); спочатку перебувала в домі когось з поляків-переселенців, потім, після прохання львівського латинського архиєпископа Константія Зелінського, була тимчасово перенесена до греко-католицької церкви. 1709 року була урочисто перенесена до новозбудованого дерев'яного костелу. 1729 року Станіслав Потоцький збільшив «дотацію» для костелу.
1748 року Францішек Салезій Потоцький фундував при костелі резиденцію (кляштор) оо. єзуїтів (діяв до заборони діяльності ордену австрійцями).
29 липня 1905 року село зазнало руйнівної пожежі – вогнем знищено 39 господарств, збитки – близько 36 тис. корон, з яких тільки 16 тис. підлягали відшкодуванню.
Діяли філії українських товариств «Просвіта», «Січ», «Сільський господар», «Рідна школа», «Союз українок», драматичний гурток, кооператива.
2003 року започатковано видання газети «Настасівський вісник».
12 червня 2020 року, відповідно до розпорядження Кабінету Міністрів України № 724-р «Про визначення адміністративних центрів та затвердження територій територіальних громад Тернопільської області» увійшло до складу Великоберезовицької селищної громади.
19 липня 2020 року, в результаті адміністративно-територіальної реформи та ліквідації Тернопільського району, село увійшло до складу новоутвореного Тернопільського району.

## Релігія
- Церква Вознесіння Господнього (1902);
- костел Непорочного Зачаття Пресвятої Діви Марії (1729);
- «фігура» Матері Божої (1993).

## Населення
Згідно з переписом УРСР 1989 року чисельність наявного населення села становила 1969 осіб, з яких 885 чоловіків та 1084 жінки.
За переписом населення України 2001 року в селі мешкало 1808 осіб.

### Мова
Розподіл населення за рідною мовою за даними перепису 2001 року:
| Мова       | Відсоток |
| ---------- | -------- |
| українська | 99,89 %  |
| білоруська | 0,06 %   |

## Екологія

### Природоохоронні об'єкти
Біля школи села Настасів на початку 1970-х років на площі 2 гектари закладено дендропарк. У ньому нараховується 102 види рослин. Зокрема, серед деревної рослинності представлені: айва японська, бархат амурський, бук червонолистий, верба пірамідальна, туя гігантська, біла ялиця та інші; серед кущової — барбарис, лимонник китайський, роза витка та паркова та багато інших.
З 26 квітня 1996 року рішенням Тернопільської обласної ради № 90 Настасівському дендропарку присвоєно статус дендропарку місцевого значення.

### Екологічні проблеми
Однією з найважливіших проблем села є екологічна: у Настасові та його околицях є багато сміттєзвалищ. Завданням місцевої влади є їхня ліквідація і створення єдиного — в урочищі «Третя долина». Важливою проблемою є забруднення вод річки Нішли та її приток. Річка забруднюється гноївкою, отрутохімікатами, сміттям. Порушено природний баланс у ставках, у яких спостерігається «цвітіння» води. Потребують очистки джерела, які замулюються (деякі з них взагалі зникли). А після цього варто їх огородити.

## Господарство
Висока частка ріллі, наявність родючих ґрунтів створюють передумови для розвитку землеробства. Правда, вміст гумусу в опідзолених чорноземах на схід від села через їх еродованість трохи нижчий, ніж на інших ділянках, що відображається на врожайності сільськогосподарських культур.
Запаси мінеральних та водних ресурсів мають місцеве значення. Потребують детальнішого вивчення запаси сірчистих вод, які у перспективі можна було б використовувати для оздоровлення населення.
У Настасові функціонує два свинокомплекси, поголівя свиней станом на 5 липня 2010 становить 32 тисячі. Земельна площа близько 3000 га обробляється і дає високі врожаї, зернових та технічних культур.
15 вересня 2016 року на базі ПАП «Агропродсервіс» відкрили завод із переробки сої.

## Топоніміка
Назва села Настасів пов'язана з іменем Анастасії. Існує три основні легенди походження села.
Згідно з першою легендою, село заснувала бояриня Настя. Перекази навівають думку про дружину князя Ярослава Осмомисла Настю Чагрівну.
Друга легенда стверджує, що село спалили татари. Урятувалася одна дівчина — Настя, яка заховалася у заростях очерету. Від її імені і пішла назва села.
Згідно з третьою легендою, у багатого поміщика було три дочки: Настя, Йозефа і Мар'яна. Він дав кожній з них окреме село, і так виникли назви Настасів, Йосипівка і Мар'янівка.

### Мікротопоніми
На теперішній час зібрано інформацію про походження назв 18 мікротопонімів села Настасів.
- Урочище «Відраниця» — назва походить від слова «границя». Ця територія знаходиться поруч із полями села Дворіччя.
- Вулиця «Загороди» — вулиця виникла за людськими городами.
- Вулиця «Загребелля» — поселення виникло за греблею.
- Вулиця «Клебанівка» — назва походить від слова плебанія — місця, де жив польський священик.
- «Когутова долина» (геоморфологічний мікротопонім) — колись тут була дорога, по якій люди їздили на ярмарок. В однієї жінки з кошика втік когут. І коли люди їхали на ярмарок, то не раз чули кукурікання когута.
- Хутір «Колонія» — назва походить від польської колонії «мазурів»
- Вулиця «Коренівка» — Коренівка — корінь села. Тут зародилося село і виникли перші будівлі.
- Вулиця «Куріців кутик» — здавна на цій вулиці мешкає кілька родин на прізвище Куріца. Звідси й походить її назва.
- Урочище «Лисі гори» — існує дві версії походження цієї назви, — від лисячих нор, яких тут є багато; згідно з другою, — від «лисих» гір, що у давнину не були вкриті рослинністю.
- Урочище «Луців лісок» — назва походить від імені війта села Настасів Луки Жмурка, у якому той мав город, пасіку і посадив гай.
- «Маркове поле» — гідрологічний мікротопонім — за переказами, на цьому місці у давнину було озерце карстового походження, у заростях якого разом із Настею переховувався і марко. Від його імені і походить ця назва.
- Урочище «Озерце» — у давнину на цьому місці було озеро, яке з часом висохло. Від нього і походить назва урочища.
- Урочище «Паляци» — у давнину біля Лисих гір був палац, у якому жила бояриня Настя. Його зруйнували татари. Від назви цієї будівлі і походить назва урочища.
- Урочище «Пішаки» — ця територія знаходиться на віддалі 2.5 кілометра на захід від села. На ній працювали люди, які не мали коней і приходили сюди пішки. Тому їх поле стали називати «пішаками».
- «Попова долина» — геоморфологічний мікротопонім — назва походить від того, що ця долина у давнину належала священикові (попові).
- «Січова долина» — геоморфологічний мікротопонім — на цьому місці була битва між козаками і татарами, у якій ті запекло сіклися шаблями. Від цієї події і походить дана назва.
- Урочище «Ставок» — у давнину на річці був ставок, який з часом висох. Від нього і походить назва урочища.
- Вулиця «Циганська» — тут декілька століть тому знаходився табір циган.
- Вулиця «Садова» — знаходиться неподалік від саду.

## Соціальна сфера
Працюють ЗОШ 1-3 ступенів, клуб, бібліотека, ФАП, краєзнавча кімната, Корпорація «Агропродсервіс».

## Пам'ятники
- Тарасові Шевченку (1969, ініціатори встановлення Іван Галашин та Ярослав Павуляк; реставрований 2016[16]),
- на честь проголошення незалежності України (1994, скульптор Роман Вільгушинський)
- вченому-географу Івану Теслі (2005, скульптор О. Маляр)
- пам'ятні знаки на честь скасування панщини (реставрований 1992)
- на місці садиби Івана Теслі, насипано символічну могилу Борцям за волю України (відновлено 1991).

## Відомі люди

### Народилися
- український громадський діяч у США Роман Слободян
- науковець О. Баб'як,
- ветеринар, громадський діяч Антін Базар,
- поети І. Бережний, Ярослав Павуляк,
- мовознавець і психолог Климентій Ганкевич,
- господарник М. Гомівка, І. Чайківський,
- громадсько-культурний діяч Василь Джинджиристий. Народився 29 липня 1972 року. Працював на заводі «Сатурн», де здобув спеціальність слюсаря (1989—1990). У 1990—1992 проходив строкову службу в армії. Від 1992 в Настасівському будинку культури: керівник духового оркестру (1992—1994), директор (1994). Закінчив Теребовлянське вище училище культури (2000). Заслужений працівник культури України (2019)[17][18][19].
- режисер Мирослав Джинджиристий,
- літератор В. Дорожовський,
- діячі національно-визводьного руху І. та Я. Жмурки, Г. Ракочий, Я. Пиндус, Максим Островський
- генерал ЧА П. Ковалишин,
- художниця X. Куріца-Ціммерман,
- етнограф і педагог С. Париллє[20],
- краєзнавці І. Миколів, Б. Пиндус,
- громадсько-політичний діяч П. Сікенович,
- архітектор М. Сікенович,
- мистецтвознавець Олег Смоляк,
- географ Іван Тесля
- співачка Василина Боровська

та ін.

### Працювали і перебували
- скульптор М. Гаврилко,
- громадсько-політичний діяч Леонід Кравчук,
- громадський діяч, поет Дмитро Павличко,
- громадський діяч Лесь Танюк,
- церковний діяч Йосиф Яримович, був парохом у 1926—1945 роках.